# Zygonyx elisabethae
Zygonyx elisabethae – gatunek ważki z rodziny ważkowatych (Libellulidae).